# Huevo de los doce monogramas
El huevo de los doce monogramas, también conocido como el huevo de los retratos de Alejandro III, es un huevo de Pascua elaborado bajo la supervisión del joyero ruso Peter Carl Fabergé en 1896 para el zar Nicolás II de Rusia. Fue presentado por Nicolás II a su madre, la emperatriz viuda María Feodorovna. El huevo fue el segundo huevo de Fabergé que Nicolás II le dio a su madre como regalo de Pascua.
Este huevo es uno de los que conmemoran al zar Alejandro III. Los otros son el huevo conmemorativo de Alejandro III que falta (1909) y el huevo ecuestre de Alejandro III (1910).
Actualmente se encuentra en el Museo Hillwood en Washington D. C., como parte de la colección de Marjorie Merriweather Post.

## Descripción
Cada panel del huevo contiene una cifra cirílica de Alejandro III y María Fedorovna, engastada y coronada con diamantes, en contraste con el esmalte azul oscuro con un diseño de oro rojo, diamantes de talla rosa, diamantes de retrato y forro de terciopelo. Está cubierto por seis paneles, cada uno dividido por bandas engastadas con diamantes de talla rosa y decorado con la corona imperial y los monogramas imperiales (MF) "Maria Fiodorovna" y (AIII) "Alejandro III". Cada monograma aparece seis veces, con el monograma de María en la mitad superior del huevo y el de Alejandro en la parte inferior.

## Identificación
Anteriormente se pensaba que un huevo de Fabergé supuestamente perdido y conocido por su descripción como el "huevo de retratos de Alejandro III" era el huevo de Pascua imperial de 1895 en la serie María Fiodorovna.
Sin embargo, tras el redescubrimiento en 2012 del tercer huevo imperial de 1887, que se anunció al mundo en marzo de 2014, y la reasignación del huevo del reloj de la serpiente azul como el huevo de Pascua imperial de 1895, quedó claro que el huevo de Pascua imperial "perdido" identificado en la serie como el Huevo de retratos de Alejandro III debe ser este, el huevo de los Doce Monogramas existente de 1896.
El huevo de los doce monogramas de 1896 se encuentra en el Museo Hillwood de Washington D. C.

## Sorpresa
Falta la sorpresa de este huevo. Se cree que contenía seis miniaturas de Alejandro III pintadas sobre un fondo de marfil y montadas con zafiros.